# Provincia de Islas menores de la Sonda
Islas menores de la Sonda (en indonesio: Soenda Kecil, Sunda Kecil) era una provincia de Indonesia que cubría las islas menores de la Sonda, que consta de las modernas provincias de Bali, las islas menores de la Sonda occidentales y las islas menores de la Sonda orientales, además de partes de Timor.
La provincia fue establecida el 15 de agosto de 1950, fecha de la independencia del país y perduró hasta su subdivisión en varias provincias, en 1958.